# Baccalauréat professionnel - Accompagnement, soins et services à la personne
Pour un article plus général, voir Baccalauréat professionnel.
 (janvier 2014).
Si vous disposez d'ouvrages ou d'articles de référence ou si vous connaissez des sites web de qualité traitant du thème abordé ici, merci de compléter l'article en donnant les références utiles à sa vérifiabilité et en les liant à la section « Notes et références ».
En France, le baccalauréat professionnel accompagnement, soins et services à la personne (bac pro ASSP) est un diplôme niveau IV, qui se prépare en trois ans. Cette formation est accessible après la 3e.

## Présentation
Créée par arrêté du 11 mai 2011, la spécialité « accompagnement, soins et services à la personne » comporte deux options :
- Option A : « À domicile » ;
- Option B : « En structure ».

Durant ces trois années, il y a vingt-deux semaines de périodes de formation en milieu professionnel (PFMP) qui sont obligatoires.
Option A « À domicile » : La formation se spécifie au domicile et non en structure comme les EHPAD (établissement d’hébergement pour personnes âgées dépendantes) .
Pour avoir le Bac Professionnel d'accompagnement, soins et services à la personne il faut obligatoirement avoir pratiqué ces 22 semaines de stage en 3 ans
Le référentiel de formation est modifié par un arrêté paru le 22 février 2022 au JORF.